# Monts du Vihorlat
Les monts du Vihorlat (slovaque : Vihorlatské vrchy ; ukrainien : Вигорлат) sont une chaîne de montagnes de l'Est de la Slovaquie entre les régions de Košice et Prešov et l'Ouest de l'oblast de Transcarpatie en Ukraine. Son point culminant est le Vihorlat à 1 079 m d'altitude.

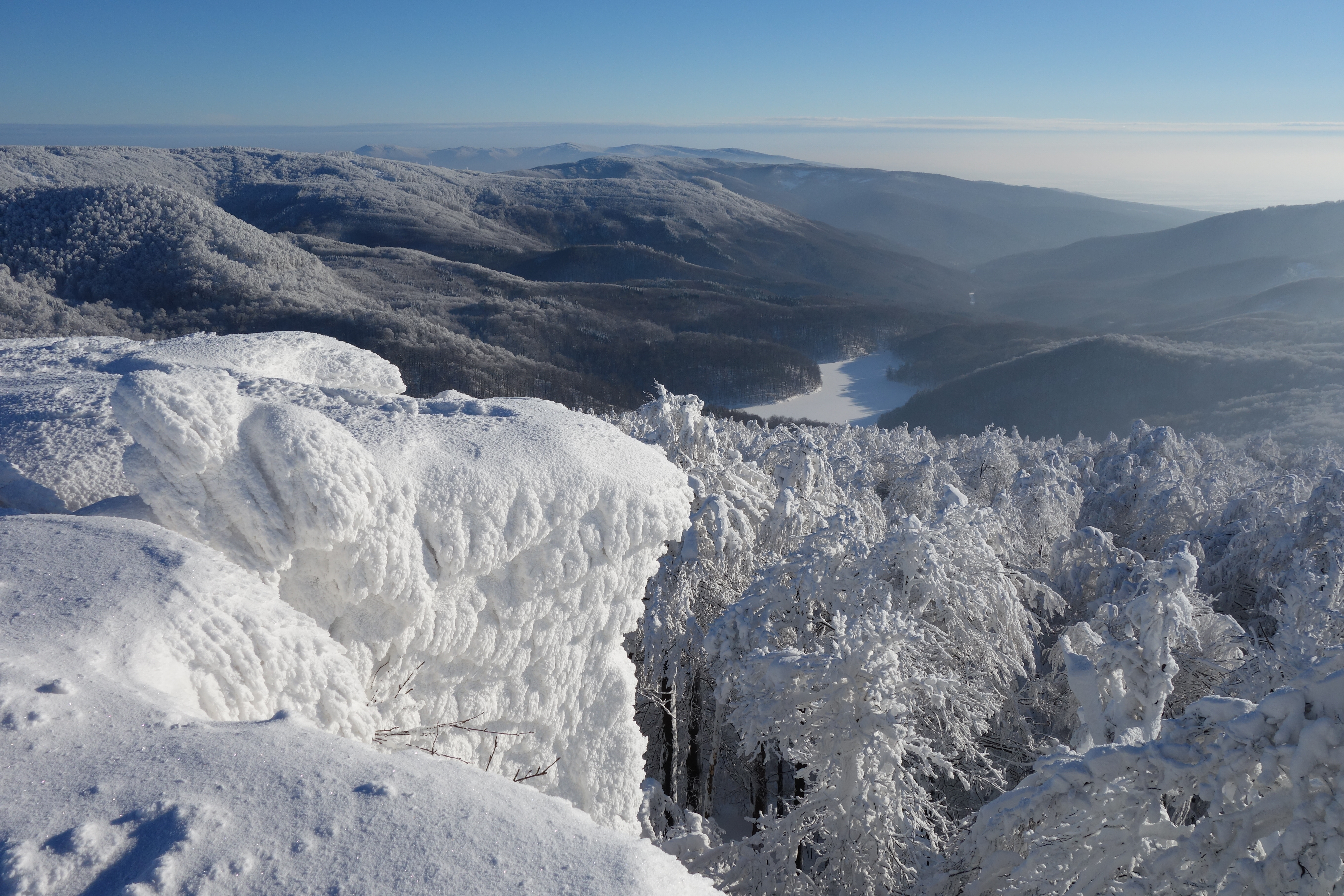
Vue du lac « Morské oko » dans les monts du Vihorlat.
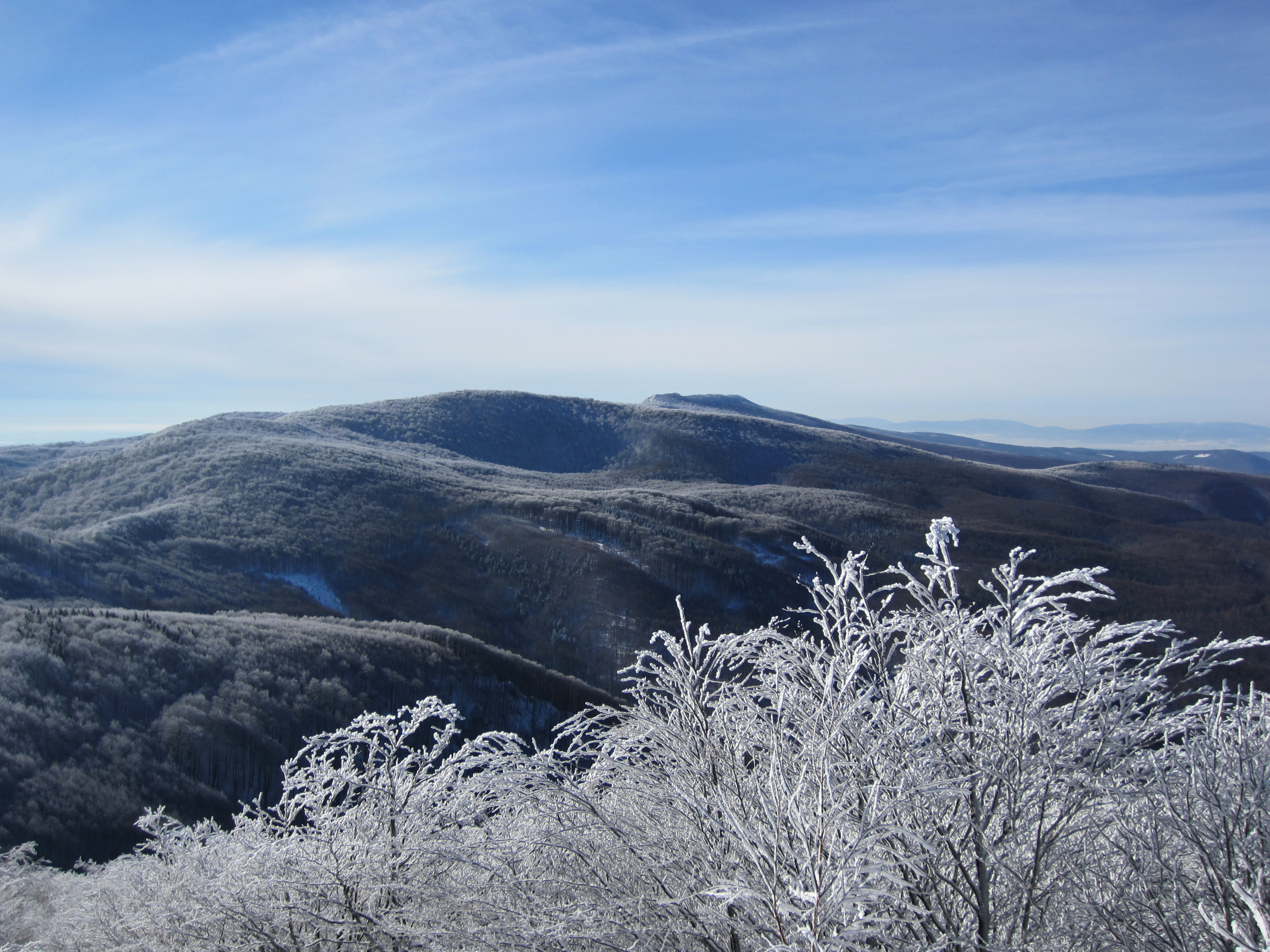
Vue du Vihorlat depuis le Sninský kameň.
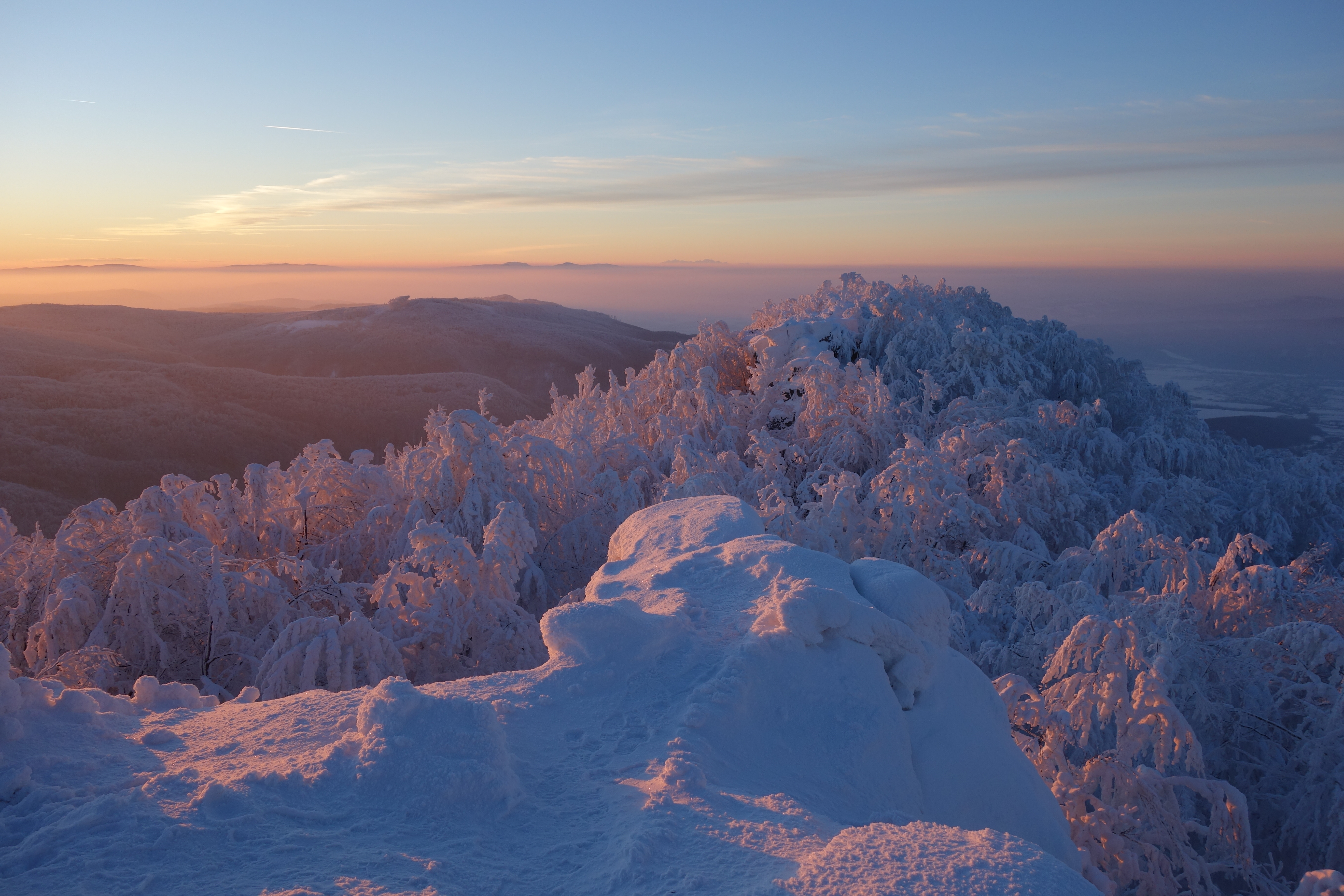
Vue du Veľký Sninský kameň dans les monts du Vihorlat.